# Озёрная (Костромская область)
Озёрная — деревня в Пыщугском районе Костромской области, входит в состав Пыщугского сельского поселения.

## История
В 1966 году указом Президиума Верховного Совета РСФСР деревне Брюховая присвоено наименование Озёрная.

## Население
| 2008 | 2010 | 2014 |
| ---- | ---- | ---- |
| 14   | ↗16  | ↘10  |

## Улицы
В деревне имеется одна улица — Школьная.